# 桃園市立南崁國民中學
桃園市立南崁國民中學（Taoyuan Municipal Nankan Junior High School ，縮寫NKJH），簡稱南崁國中、南中，位於桃園市蘆竹區。

## 校園歷史
- 1924年：南中創立，初名南崁實業補習學校，招收南崁坑子、蘆竹公學校畢業生修業二年。
- 1932年：改制為新竹州立南崁農業專修學校修業二年。
- 1945年：中華民國接管臺灣，改名為新竹縣桃園區立蘆竹中級農業補習學校。
- 1948年：改為蘆竹鄉立南崁中級職業補習學校。
- 1951年：改制為桃園縣立南崁中級農業職業學校修業三年。
- 1959年：改辦初中，改制為桃園縣立南崁初級中學。
- 1968年：實施九年義務教育，改為桃園縣立南崁國民中學。
- 1992年：成立附設補習學校。
- 1998年：奉准增設集中式特教班。
- 2000年：成立完全中學，招收高一學生六個班級，同年8月1日改校名為桃園縣立南崁完全中學。
- 2001年：教育部完全中學實驗計畫暫告一段落，改制為桃園縣立南崁高級中學附設國中部。
- 2011年：國中部獨立復校，同年8月1日復名為桃園縣立南崁國民中學。
- 2014年：12月25日，因應桃園縣升格改制為直轄市，更名為桃園市立南崁國民中學。

## 歷任校長
| 任期 | 姓名           | 任職日期   | 離職日期   | 備註                                                           |
| ---- | -------------- | ---------- | ---------- | -------------------------------------------------------------- |
| 1    | 田中一郎先生   | 1924年3月  | 1925年2月  |                                                                |
| 2    | 吉浦有作先生   | 1925年3月  | 1928年3月  |                                                                |
| 3    | 村上三郎先生   | 1928年4月  | 1937年3月  |                                                                |
| 4    | 石橋慶之先生   | 1937年3月  | 1937年11月 |                                                                |
| 5    | 小山田愛助先生 | 1937年11月 | 1941年3月  |                                                                |
| 6    | 恩田束年先生   | 1941年3月  | 1943年3月  |                                                                |
| 7    | 本村一郎先生   | 1943年3月  | 1944年8月  |                                                                |
| 8    | 有村信先生     | 1944年8月  | 1945年11月 |                                                                |
| 9    | 曾 和先生      | 1945年11月 | 1960年3月  | 曾任南崁國民小學校長                                           |
| 10   | 趙益祿先生     | 1960年3月  | 1975年7月  |                                                                |
| 11   | 顏世偉先生     | 1975年8月  | 1981年7月  | 調任桃園縣立仁美國民中學。                                     |
| 12   | 徐滌元先生     | 1981年8月  | 1990年8月  | 原桃園縣立大竹國民中學校長轉任，任滿退休。                     |
| 13   | 賴永清先生     | 1990年9月  | 1995年7月  | 原台東縣立海端國民中學校長轉任，調任桃園縣立大成國民中學。     |
| 14   | 洪正雄先生     | 1995年8月  | 2002年7月  | 原桃園縣立富岡國民中學校長轉任，調任桃園縣立大有國民中學。     |
| 15   | 賴永清先生     | 2002年8月  | 2008年7月  | 原桃園縣立東興國民中學校長轉任，任內退休。                     |
| 16   | 胡六金先生     | 2008年8月  | 2011年7月  | 原桃園縣立山腳國民中學校長轉任，調任桃園縣立南崁高級中學。     |
| 17   | 蔡聖賢先生     | 2011年8月  | 2012年7月  | 桃園縣教育局督學代理，2013年調任桃園縣立大成國民中學。         |
| 18   | 沈亞丘女士     | 2012年8月  | 2018年7月  | 原桃園縣立光明國民中學教務主任升任，調任桃園市立青溪國民中學。 |
| 19   | 許菀玲女士     | 2018年8月  | 2024年7月  | 原桃園市立迴龍國民中小學校長轉任，調任桃園市立幸福國民中學。   |
| 20   | 傅安娟女士     | 2024年8月  | 現任       | 原桃園市立興南國民中學教務主任升任。                           |

## 學區
- 蘆竹區：南崁里、五福里、福祿里、中山里、營福里、長壽里、吉祥里、內厝里（全里）【為南崁國中、山腳國中共同學區】、瓦窯里、營盤里、羊稠里、錦中里（第7、9、11、13、15-21、23、25、27鄰）【為南崁國中、光明國中共同學區】、山鼻里（第1、2、13、14鄰）【為南崁國中、山腳國中共同學區】、蘆竹里（第1－3鄰、22鄰）【為南崁國中、山腳國中、光明國中共同學區】[1]。
- 龜山區：大坑里（全里）【為南崁國中、大崗國中共同學區】、南上里、南美里。

## 校園建築
- 育賢樓 (於2011年改建完成，前身為和平樓)
- 忠孝樓
- 仁愛樓
- 信義樓
- 四維樓
- 藝采樓(於2020年改建完成，前身為輔導室與活動中心大樓)
- 資源回收室
- 排球場與機車停車場 (於2023年改建完成，前身為臨時教室)

## 知名校友
- 褚春來：前任桃園市議會議員，曾任蘆竹區區長
- 郭麗華：前任桃園市議會議員
- 許清順：現任桃園市議會議員，曾任桃園捷運公司副總經理
- 朵莉：藝人，PINK FUN女團成員的一員

## 外部連結
- 桃園市立南崁國民中學 （页面存档备份，存于）